# Az elnök árnyékában
Az elnök árnyékában (State of Affairs) egy amerikai kémkedési-thriller sorozat, ami az NBC-n kezdődött 2014. november 17-én. A sorozat alkotója Alexi Hawley. A sorozat főszereplője Katherine Heigl, egy CIA-ügynököt alakít, Charleston Tuckert, aki átélte férje kivégzését. Tucker ügynök egy elemző csoport főnöke és minden fontos dolgot jelent az elnökasszonynak.

## Gyártás
Az NBC megszerezte a sorozat jogait 2013 szeptemberében. 2014 januárjában a csatorna hivatalosan is berendelte a pilot-ot. 2014 májusában hivatalosan berendelték a sorozatot. 2014 augusztusában Ed Bernero elhagyta a pozícióját, mint az alkotója a sorozatnak a kreatív különbségek miatt.

## Szereplők
| Szereplő                            | Színész                    | Magyar hang       |
| ----------------------------------- | -------------------------- | ----------------- |
| Charleston "Charlie" Whitney Tucker | Katherine Heigl            | Mezei Kitty       |
| Constance Payton elnök              | Alfre Woodard              | Kocsis Mariann    |
| Lucas Newsome                       | Adam Kaufman               | Dányi Krisztián   |
| Maureen James                       | Sheila Vand                | Sipos Eszter Anna |
| Kurt Tannen                         | Cliff Chamberlain          | Seszták Szabolcs  |
| Dashiell Greer                      | Tommy Savas                | Gacsal Ádám       |
| David Patrick                       | David Harbour              | Galambos Péter    |
| Jack Dawkins                        | Derek Ray                  |                   |
| Syd Vaslo                           | James Remar                |                   |
| Omar Abdul Fatah                    | Farshad Farahat            |                   |
| Aaron Payton                        | Mark Tallman               |                   |
| Nick Vera                           | Chris McKenna              |                   |
| Raymond Navarro                     | Nestor Carbonell           |                   |
| Marshall Payton                     | Courtney B. Vance          |                   |
| Earl Givens                         | Christopher Michael Holley |                   |
| Kyle Green szenátor                 | Melinda McGraw             |                   |

## Epizódok
| Sor. | Év. | Cím             | Rendező               | Író                                                                                       | Premier                             | Nézettség            |
| ---- | --- | --------------- | --------------------- | ----------------------------------------------------------------------------------------- | ----------------------------------- | -------------------- |
| 196. | 1.  | Pilot           | Joe Carnahan          | Történet: Alexi Hawley Forgatókönyv: Joe Carnahan & Susan Morris and Alexi Hawley         | 2014. november 17. 2015. január 4.  | 8,69 millió 490 ezer |
| 197. | 2.  | Secrets & Lies  | Joe Carnahan          | Edward Allen Bernero                                                                      | 2014. november 24. 2015. január 5.  | 5,40 millió 335 ezer |
| 198. | 3.  | Half the Sky    | Sarah Pia Anderson    | Kim Clements                                                                              | 2014. december 1. 2015. január 12.  | 7,04 millió 305 ezer |
| 199. | 4.  | Bang, Bang      | Nelson McCormick      | Sarah Kucserka & Veronica West                                                            | 2014. december 8. 2015. január 19.  | 6,30 millió 221 ezer |
| 200. | 5.  | Ar Rissalah     | Bill Eagles           | Devon Greggory                                                                            | 2014. december 15. 2015. január 26. | 6,18 millió 253 ezer |
| 201. | 6.  | Masquerade      | Joe Carnahan          | Adam R. Perlman                                                                           | 2014. december 22. 2015. február 2. | 4,58 millió          |
| 202. | 7.  | Bellerophon     | P.J. Pesce            | Matthew Lau                                                                               | 2015. január 5. 2015. február 9.    | 4,47 millió          |
| 203. | 8.  | Ghosts          | Félix Enríquez Alcalá | Linda Burstyn                                                                             | 2015. január 12. 2015. február 16.  | 3,62 millió          |
| 204. | 9.  | Cry Havoc       | Joshua Butler         | Heidi McAdams                                                                             | 2015. január 19. 2015. február 23.  | 4,49 millió          |
| 205. | 10. | The War at Home | Nelson McCormick      | Susan Morris & Ari Briskman                                                               | 2015. január 26. 2015. március 2.   | 4,41 millió          |
| 206. | 11. | The Faithful    | Ernest Dickerson      | Zach Ayers & Adam Gaines                                                                  | 2015. február 2. 2015. március 9.   | 4,73 millió          |
| 207. | 12. | Here and Now    | Ben Bray              | Sarah Kucserka & Veronica West                                                            | 2015. február 9. 2015. március 16.  | 4,04 millió          |
| 208. | 13. | Deadcheck       | Joe Carnahan          | Történet: Dario Scardapane & Samantha Stratton Forgatókönyv: Joe Carnahan & Michael Perri | 2015. február 16. 2015. március 23. | 4,47 millió          |

## A sorozat világszerte
Kanadában az eredeti adással egy időben látható a sorozat. Közel-Keleten minden részt az OSN-en adnak, 1 héttel később az eredeti adás után adják. Ausztráliában a Seven Network fogja adni idén 2015-ben. Új Zelandon a TV3 foga adni idén 2015-ben.